# سانتا فيورا
سانتا فيورا هي بلدية في مقاطعة غروسيتو، في منطقة توسكانا الإيطالية وتقع على بعد حوالي 110 كيلومترات (68 ميل) جنوب شرق فلورنسا وحوالي 40 كم (25 ميل) شرق غروسيتو.

## المعالم السياحية الرئيسية

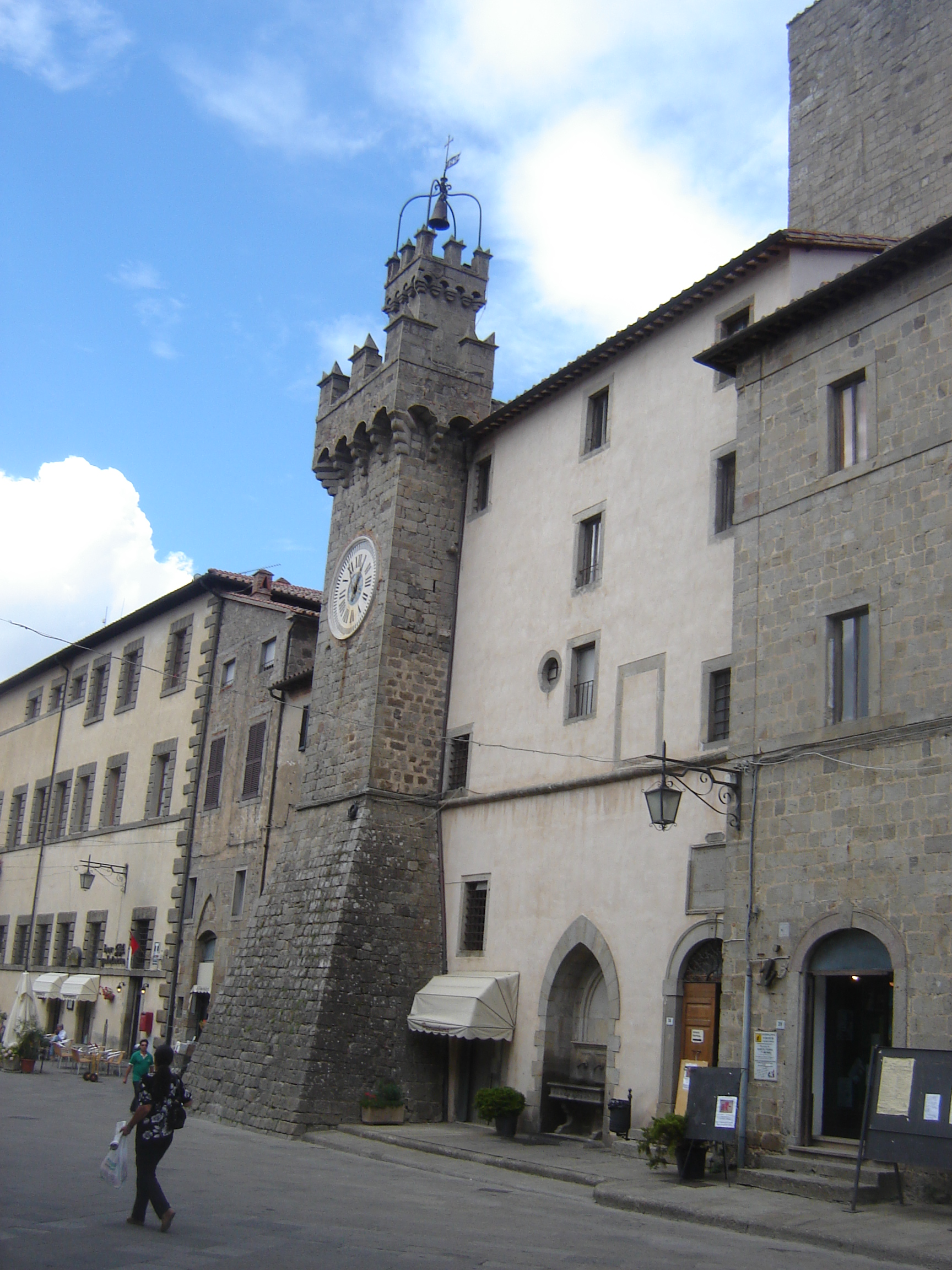
قصر كاريبالدي مع قصر سيزاريني.

### الكنائس
كنيسة سان جوزيبي
كنيسة سوفراجيو
كنيسة سانت أغوستينو
كنيسة سانتا تشيارا
كنيسة مادونا ديلي نيفي
كنيسة سان روكو، في منتصف الطريق بين سانتا فيورا وقرية مارونيتو
كنيسة سانتيسيمو نومي دي ماريا في قرية باجنولو
كنيسة نوسترا سيجنورا ديل ساكرو كوور في قرية باجنور
دير سانتيسيما ترينيتا بين سانتا فيورا وقرية سيلفا

### القصور
قصر سفورزا سيزاريني، تمَّ بناؤه عام 1575 فوق قصر الدوبرانديسكي (لا يزال من الممكن رؤية برجين من العصور الوسطى منه) .

### أُخرى
متحف مناجم الزئبق في مونتي أمياتا.

## مشاهير
- كانديدو أمانتيني [الإنجليزية]، كاهن كاثوليكي.
- إيرنيستو بالدوتشي، كاهن روماني كاثوليكي وناشط سلام.
- لورا مورانتي، ممثلة.
- فاليريو فاليري [الإنجليزية]، كاردينال كاثوليكية رومانية.